# Kurt Eckstein (Kreisdirektor)
Kurt Moritz Johann Emil August Rudolf Wilhelm Richard Eckstein (* 7. Juli 1863 in Grünberg; † 13. Juli 1924 in Bensheim) war Kreisrat im Kreis Bensheim.

## Familie
Seine Eltern waren der Richter Georg Ludwig Eckstein (1822–1871) und dessen Frau Christiane Luise Caroline, geborene Becker.
Kurt Eckstein heiratete zwei Mal:
1.) 1893 Martha Agricola (1870–1896), Tochter des Landrats des preußischen Landkreises Kreuznach, Otto Agricola
2.) 1900 Hermine Gräf (1873–1923), Tochter des Kaufmanns Heinrich Gräf aus Monsheim.

## Karriere
Kurt Eckstein war seit 1895 Kreisamtmann beim Kreisamt Groß-Gerau, seit 1901 beim Kreisamt Bensheim. 1903 wurde er zum Kreisrat des Kreises Lauterbach ernannt, während Eduard Wallau, Kreisrat in Lauterbach, Kreisrat in Bensheim werden sollte. Das wurde kurzfristig rückgängig gemacht und Kurt Eckstein wurde Kreisrat in Bensheim, 1917 wurde er Kreisdirektor. Er blieb über die Novemberrevolution hinaus Kreisrat in Bensheim und verstarb 1924 im Amt.

## Ehrungen
- 1892 Ritterkreuz I. Klasse des Verdienstordens Philipps des Großmütigen[1]
- 1915 Geheimer Regierungsrat